# Liste von Progressive-Rock-Bands
In dieser Liste werden Bands und relevante Solokünstler mit mindestens einer Veröffentlichung aus Progressive Rock und verwandten Genres wie Symphonic Rock, Canterbury Sound, Rock in Opposition, Zeuhl, Art Rock, Neo-Prog, Retro-Prog, New Artrock und Modern Prog nach geografischer Herkunft geführt.

## Afrika

### Südafrika
- BLK JKS
- Duncan Mackay
- Manfred Mann
- Quiet World[1]
- Trevor Rabin

## Amerika

### Argentinien
- Alas[2]
- Ave Rock[3]
- Bubu[4]
- Contraluz[5]
- Crucis[6]
- Espíritu[7]
- Invisible
- La máquina de hacer pájaros[8]
- MIA[9]
- Nexus[10]
- Pablo, el enterrador[11]
- Pescado Rabioso
- Rael[12]
- Redd[13]
- Serú girán[3]
- Spinetta Jade[3]
- Sui Generis[3]
- Tanger[14]
- Vox Dei[3]

### Brasilien
- Acidente[15]
- Æther[16]
- Apocalypse[17]
- Cálix[18]
- Sagrado[19]
- Tempus Fugit

### Chile
- Akinetón Retard[20]
- Congreso
- Exsimio[21]
- Los Jaivas
- Seti
- Tryo[22]

### El Salvador
- Ovni[23]

### Kanada
- Contraction[24]
- FM[25]
- Godspeed You! Black Emperor
- Hamadryad[26]
- Jelly Fiche[27]
- Klaatu
- Mahogany Frog[28]
- Maneige[29]
- Miriodor
- Mystery
- Qwaarn[30]
- Rush
- Saga
- Talisma[31]
- Visible Wind[32]

### Kolumbien
- Jaen Kief[33]

### Kuba
- Anima Mundi[34]
- Perfume de mujer[35]
- Sintesis[36]

### Mexiko
- Cast[37]
- Iconoclasta[38]
- Nazca[39]
- Sonus Umbra[40]

### Peru
- Flor de Loto[41]
- Frágil[42]
- La Ira de Dios[43]
- Obskuria
- Serpentina Satelite[44]

### Uruguay
- Drama[45]
- Armando Tirelli[46]

### Venezuela
- Equilibrio vital[47]
- Ficción[48]
- RC 2[49]
- Témpano

### Vereinigte Staaten
- 5 uu’s[50]
- Agent Cooper[51]
- Ambrosia
- Animator[52]
- Astra
- Babylon[53]
- Adrian Belew
- Bigelf
- Birdsongs of the Mesozoic[54]
- Boud Deun[55]
- Cairo
- Cathedral
- Cheer-Accident[56]
- Coheed and Cambria
- Days Between Stations
- The Dear Hunter
- Deluge Grander[57]
- Discipline.
- District 97
- Djam Karet[58]
- dredg
- Echolyn
- Enchant
- Ethos
- Frogg Café
- Glass[59]
- Glass Hammer
- Hands[60]
- Happy the Man
- Iluvatar[61]
- It’s a Beautiful Day
- IZZ
- Jolly
- Kansas
- Kayo Dot
- Land of Chocolate[62]
- Magellan
- Mars Hollow[63]
- The Mars Volta
- Metaphor[64]
- Neal Morse
- North Star[65]
- Northwind[66]
- Pavlov’s Dog
- A Perfect Circle
- Phideaux
- Pocket Orchestra[67]
- Polyphony[68]
- Proto-Kaw[69]
- Rocket Scientists[70]
- Salem Hill[71]
- Sleepytime Gorilla Museum
- Spock’s Beard
- Starcastle
- Stick Men[72]
- Syzygy[73]
- Thinking Plague
- Time of Orchids[74]
- Timothy Pure[75]
- Tool
- Transatlantic
- Vanilla Fudge
- Yezda Urfa

## Asien

### Armenien
- Artsruni[76]
- Oaksenham[77]

### Bahrain
- Osiris[78]

### Indien
- Skyharbor

### Indonesien
- Discus[79]
- simakDialog[80]

### Iran
- Arashk[81]
- Farzad Golpayegani[82]
- Salim Ghazi Saeedi

### Israel
- Sanhedrin[83]
- Solstice Coil[84]
- Trespass[85]
- Zingale[86]

### Japan
- Ain Soph
- Amygdala[87]
- Ars Nova[88]
- Asturias[89]
- Bi Kyo Ran[90]
- Bondage Fruit
- Boredoms[91]
- Cinderella Search[92]
- Cosmic Invention[93]
- Cosmos Factory[94]
- Daimonji
- Deja-Vu[95]
- Far East Family Band
- Flower Travellin’ Band
- Gerard[96]
- Gestalt[97]
- Happy Family[98]
- J.A. Caesar
- KBB[99]
- Kennedy[100]
- Kenso[101]
- Koenjihyakkei
- Korekyojinn
- Lacrymosa[102]
- Le*Silo[103]
- Marge Litch[104]
- Kimio Mizutani[105]
- Mono
- Mr. Sirius[106]
- Mugen[107]
- Novela[108]
- Outer Limits[109]
- Pageant[110]
- Pochokaite Malko[111]
- P.O.N[91]
- Providence[112]
- Quaser[113]
- Les Rallizes Dénudés
- Rovo[114]
- Ruins
- Motoi Sakuraba
- Shingetsu[115]
- Teru’s Symphonia[116]
- Vienna[117]
- Wappa Gappa[118]
- Geino Yamashirogumi[91]
- Zypressen[119]

### Usbekistan
- Al-Bird[120]
- From.uz
- Vladimir Badirov Project[121]

## Australien und Ozeanien

### Australien
- Anubis[122]
- Aragon
- The Butterfly Effect
- Ben Craven[123]
- Karnivool
- Mario Millo
- Rainbow Theatre[124]
- Sebastian Hardie[125]
- Toehider
- Unitopia

### Neuseeland
- Airlord[126]
- Dragon[127]
- Ragnarok[128]
- Schtüng[129]

## Europa

### Belgien
- Aksak Maboul
- Aranis
- Banzai[130]
- Cos[131]
- Esperanto[132]
- Finnegans Wake[133]
- Humble Grumble[134]
- Machiavel
- Now[135]
- Pazop[136]
- Present
- Univers Zéro

### Bulgarien
- FSB[137]

### Dänemark
- Ache[138]
- Burnin Red Ivanhoe
- Culpeper’s Orchard
- Day of Phoenix[139]
- Euzen
- Lis Er Stille

### Deutschland
- 2066 & Then
- Agitation Free
- Alcatraz
- Alias Eye[140]
- The Amber Light
- Amenophis
- Anyone’s Daughter
- Argos
- Bayon
- Chandelier[141]
- Central Park
- Crayon Phase
- Cromwell[142]
- Cryptex
- Cyril[143]
- Dark Suns
- Dzyan
- Electra
- Eloy
- Epidaurus[144]
- Everon
- Eyesberg
- Eyevory
- Faithful Breath
- Flaming Row[145]
- Flying Circus
- Frequency Drift
- Gravestone
- Grobschnitt
- Harmonia
- Heyzy
- Hidden Timbre
- High Wheel[146]
- Hoelderlin
- ICU[147]
- Inquire
- InVertigo[148]
- Jane
- Karibow
- Kraan
- La Düsseldorf
- Lift
- Long Distance Calling
- Lunarchy
- Martigan
- Morphelia[149]
- Mrs. Kite[150]
- Murphy Blend[151]
- Neuschwanstein
- Novalis
- Octopus
- Panzerballett
- Payne’s Gray
- Pell Mell
- Pigeon Toe
- Polis
- Poor Genetic Material[152]
- Quiet Earth[153]
- RPWL
- Sahara
- Saris
- Schicke Führs Fröhling
- Seven Steps to the Green Door
- Shades of Dawn
- Shamall
- Sinew
- Solar Project
- Spektakel
- Stern-Combo Meißen
- Subject Esq.
- Subsignal
- Sylvan
- t[154]
- Toxic Smile
- Traumhaus[155]
- Traumpfad
- Tritonus
- Triumvirat
- Ulysses[156]
- Vanden Plas
- Versus X
- The Void’s Last Stand
- Wallenstein

### Estland
- In Spe[157]
- Mess[158]
- Phlox[159]

### Finnland
- Höyry-Kone
- Jeavestone
- Overhead
- Pekka Pohjola
- Tasavallan Presidentti
- Wigwam

### Frankreich
- Ange
- Arrakeen[160]
- Art Zoyd
- Atoll[161]
- Emmanuel Booz[162]
- Catherine Ribeiro + Alpes[163]
- Clearlight
- Dün
- Eskaton
- Halloween[164]
- Heldon
- Jack Dupon
- Jean Michel Jarre
- Lazuli
- Magma
- Malicorne
- Metabolisme[165]
- Minimum Vital[166]
- Mona Lisa[167]
- Mr Lab![168]
- NeBeLNeST
- Nemo
- Neom[169]
- Offering[170]
- One Shot[171]
- Bernard Paganotti[172]
- Pierre Moerlen’s Gong
- Richard Pinhas[173]
- Pulsar
- Sandrose[174]
- Scherzoo[175]
- Sebkha-Chott[176]
- Seven Reizh[177]
- Shub-Niggurath
- Stabat Akish[178]
- Taal[179]
- Taï Phong[180]
- Terpandre
- Laurent Thibault[181]
- Ulan Bator[182]
- Weidorje
- Benoît Widemann
- Zao

### Griechenland
- Akritas[183]
- Aphrodite’s Child
- Axis[184]
- La Tulipe Noire[185]
- Socrates[186]
- Verbal Delirium

### Großbritannien
- 65daysofstatic
- The Alan Parsons Project
- Anathema
- Anderson, Bruford, Wakeman, Howe
- Arena
- Autumn Chorus[187]
- Badger
- Barclay James Harvest
- Beggar’s Opera
- Big Big Train
- Camel
- Capability Brown
- Caravan
- Cardiacs
- Carmen
- Citizen Cain
- Colosseum
- Comus
- Crippled Black Phoenix
- Curved Air
- DeeExpus[188]
- Deep Purple
- Delivery
- East of Eden
- Egg
- Elder Kindred
- Emerson, Lake and Palmer
- Emerson, Lake & Powell
- England
- Enochian Theory
- Family
- Fish
- Frost*
- The Future Kings of England[189]
- Galahad
- Gandalf’s Fist
- Genesis
- Gentle Giant
- Gilgamesh
- Gnidrolog[190]
- Godsticks[191]
- Gravy Train[192]
- Greenslade
- Gryphon
- Guapo
- Steve Hackett
- Haken
- Peter Hammill
- Henry Cow
- Henry Fool[193]
- Steve Howe
- Steve Hughes[194]
- Icon
- Indian Summer[195]
- It Bites
- Illusion
- Iona
- IQ
- Jadis
- Jethro Tull
- Kaprekar’s Constant
- Khan
- King Crimson
- Kingdom Come[196]
- Kino
- Landmarq
- Magenta[197]
- Manfred Mann’s Earth Band
- Marillion
- Matching Mole
- Miasma & The Carousel of Headless Horses[198]
- The Moody Blues
- Mostly Autumn
- Muse
- National Health
- Nektar
- The Nice
- Nucleus
- Mike Oldfield
- Pallas
- Parallel or 90 Degrees
- Pendragon
- The Pineapple Thief
- Pink Floyd
- Porcupine Tree
- Pure Reason Revolution
- Procol Harum
- Qango
- Quiet Sun
- Radiohead
- Rare Bird
- Renaissance
- Roger Waters
- Soft Machine
- Spontaneous Combustion
- Chris Squire
- Supertramp
- David Sylvian
- Synaesthesia/Kyros[199]
- Talk Talk
- The Tangent
- Threshold
- Traffic
- Twelfth Night
- UK
- Uriah Heep
- Van der Graaf Generator
- Rick Wakeman
- Steven Wilson
- Robert Wyatt
- Yes

### Island
- Sigur Rós
- Þursaflokkurinn
- Trúbrot[200]

### Italien
- Abiogenesi[201]
- Accordo dei Contrari[202]
- Acqua Fragile
- Arcansiel[203]
- Area
- Areknamés
- Arti & Mestieri
- Asgard
- Il Balletto di Bronzo
- Banco del Mutuo Soccorso
- Calliope[204]
- Celeste[205]
- La Coscienza di Zeno[206]
- Deux Ex Machina[207]
- Devil Doll[208]
- Finisterre[209]
- Giardini di Mirò
- Goblin
- Gran Turismo Veloce[210]
- Höstsonaten
- Jumbo
- Locanda delle Fate
- La Maschera di Cera
- Le Maschere di Clara[211]
- Maxophone[212]
- Metamorfosi[213]
- Moongarden[214]
- Museo Rosenbach
- The National Orchestra of the United Kingdom of Goats
- New Trolls[215]
- Le Orme
- Osanna
- Picchio dal Pozzo[216]
- Premiata Forneria Marconi
- Raccomandata Ricevuta Ritorno[217]
- RanestRane
- Il Rovescio della Medaglia
- Samadhi[218]
- Stormy Six[219]
- Syndone[220]
- Il Tempio delle Clessidre[221]
- La Torre dell’Alchimista[222]
- Il Trono dei Ricordi[223]
- The Watch
- Yugen[224]
- Fabio Zuffanti

### Luxemburg
- No Name[225]

### Malta
- Different Strings[226]

### Mazedonien
- Leb i Sol[227]

### Niederlande
- Alquin
- Ayreon
- The Barstool Philosophers
- Cliffhanger[228]
- Earth & Fire
- Egdon Heath[229]
- Ekseption
- Finch[230]
- Flamborough Head[231]
- Focus
- The Gathering
- Guilt Machine
- Kayak
- Knight Area[232]
- Lady Lake[233]
- A Liquid Landscape[234]
- Mangrove[235]
- Marathon[236]
- Modest Midget[237]
- Odyssice[238]
- Sky Architect
- Supersister
- Sylvium[239]
- Trace
- Ywis[240]

### Norwegen
- Airbag
- Arabs in Aspic
- elephant9[241]
- Fig Leaf[242]
- Fruitcake[243]
- Gargamel[244]
- Gazpacho
- Junipher Greene
- Kerrs Pink[245]
- Kvazar[246]
- Lucifer Was[247]
- Magic Pie[248]
- Major Parkinson
- Mikromidas[249]
- Panzerpappa[250]
- Retroheads[251]
- Ruphus
- Thule[252]
- White Willow
- Wobbler

### Österreich
- Blank Manuskript[253]
- conXious
- Eela Craig
- Kyrie Eleison[254]
- Kolors of Zound
- Matter of Taste[255]
- Milk+
- Mindspeak[256]
- Mother’s Cake
- Phi[257]
- Second Relation

### Polen
- Abraxas[258]
- After…[259]
- Albion[260]
- Collage
- Disperse
- Indukti
- Lizard[261]
- Lunatic Soul
- Millenium[262]
- Czesław Niemen
- Osada Vida[263]
- Quidam[264]
- Retrospective[265]
- Riverside
- SBB
- Turquoise[266]

### Portugal
- Daymoon[267]
- Forgotten Suns[268]
- Petrus Castrus[269]
- Tantra[270]

### Rumänien
- Progresiv TM[271]
- Yesterdays[272]

### Russland
- Horizont[273]
- Little Tragedies[274]
- Ole Lukkoye
- Roz Vitalis[275]
- Vezhlivy Otkaz[276]

### Schweden
- A.C.T
- Agents of Mercy
- Anekdoten
- Änglagård
- Beardfish
- Black Bonzo[277]
- Tomas Bodin[278]
- Brighteye Brison[279]
- Brother Ape[280]
- Carptree[281]
- Cross[282]
- DarXtar
- Drahk Von Trip
- Fläsket Brinner[283]
- The Flower Kings
- Galleon
- Gösta Berlings Saga[284]
- Bo Hansson
- Isildurs Bane
- Kaipa
- Karmakanic
- Kebnekajse[285]
- Kvartetten Som Sprängde[286]
- Landberk
- Mats/Morgan[287]
- Made in Sweden[288]
- Morte Macabre[289]
- Paatos
- Pain of Salvation
- Pär Lindh Project[290]
- Ragnarök[291]
- Ritual
- Samla Mammas Manna[292]
- Simon Says
- Sinkadus
- Simon Steensland[293]
- Roine Stolt
- Trettioåriga Kriget
- Tribute
- Zello[294]

### Schweiz
- Circus[295]
- Clepsydra[296]
- Cosmos
- Cowboys from Hell[297]
- Debile Menthol[298]
- Deep Thought[299]
- Deyss[300]
- Flame Dream
- Galaad[301]
- Kashmir
- Metamorphosis
- Patrick Moraz
- RAK[302]
- Roland Bühlmann[303]
- Shakary[304]

### Serbien
- Igra Staklenih Perli[305]
- Korni Grupa/Kornelyans[306]

### Slowakei
- Collegium Musicum
- Fermata

### Spanien
- Amarok[307]
- Cai[308]
- Alfredo Carrión[309]
- Fusioon[310]
- Galadriel[311]
- Granada[312]
- Jardín de la Croix[313]
- Kotebel
- Migala[314]
- Neverness[315]
- October Equus[316]
- Pi2
- Psicotropia[317]
- Triana

### Tschechien
- Aku-Aku[318]
- Combo FH[319]
- Flamengo[320]
- Modrý Efekt
- Už Jsme Doma[321]

### Ukraine
- Antony Kalugin Project[322]
- Karfagen[323]

### Ungarn
- After Crying[324]
- East[325]
- Omega
- Solaris[326]
- Syrius[327]

### Belarus
- Rational Diet[328]